# Slovenië op het Eurovisiesongfestival 1999
Slovenië nam deel aan het Eurovisiesongfestival 1999 in Jeruzalem, Israël. Het was de 6de deelname van het land op het Eurovisiesongfestival. RTVSLO was verantwoordelijk voor de Sloveense bijdrage van de editie van 1999.

## Selectieprocedure
Om de zesde kandidaat te selecteren die Slovenië zou vertegenwoordigen, werd er gekozen om een nationale finale te organiseren.
Deze finale vond plaats in de studio's van de nationale omroep in Ljubljana en werd gepresenteerd door Mojca Mavec.
In totaal deden er 17 artiesten mee aan deze finale en de winnaar werd gekozen door televoting en een jury.

| Volgorde | Artiest                         | Lied                     | Punten | Plaats |
| -------- | ------------------------------- | ------------------------ | ------ | ------ |
| 1        | Mitja                           | "Cas je da najdem te"    | 22     | 5      |
| 2        | Tatjana Mihelj                  | "Dlan okrog srca"        | 1      | 17     |
| 3        | Monika Tratnik                  | "Sanje"                  | 3      | 16     |
| 4        | Matjaz Zupan & Californija      | "Tisoc kilometrov"       | 6      | 15     |
| 5        | Kantor                          | "Drugacen dan"           | 7      | 13     |
| 6        | Victory                         | "Le povejte ji"          | 18     | 9      |
| 7        | Irena, Damjana & Sanja          | "Igra je koncana"        | 22     | 5      |
| 8        | Lara Baruca                     | "Ti si se bal"           | 22     | 5      |
| 9        | Sound Attack                    | "Kje si zdaj"            | 10     | 11     |
| 10       | Darja Švajger                   | "Se tisoc let"           | 64     | 1      |
| 11       | Avia Band                       | "Ne izdajte me"          | 24     | 4      |
| 12       | Nuša Derenda                    | "Nekaj lepega je v meni" | 10     | 11     |
| 13       | Nude                            | "Ši'z d bes"             | 7      | 13     |
| 14       | Babilon                         | "Kot ocean"              | 11     | 10     |
| 15       | Tinkara Kovac                   | "Zakaj"                  | 62     | 2      |
| 16       | Gianni Rijavec & Vladimir Cadez | "Ljubezen je le ena"     | 21     | 8      |
| 17       | Jan Plestenjak                  | "Moja dezela"            | 38     | 3      |

## In Jeruzalem
In Israël trad Slovenië aan als 6de, net na het Verenigd Koninkrijk en voor Turkije.
Op het einde bleek dat ze 50 punten verzameld hadden, goed voor een 11de plaats. 
Men ontving 2 keer het maximum van de punten.
België en Nederland hadden respectievelijk 2 en 6 punten over voor deze inzending.

### Gekregen punten

#### Finale
| 12 punten               | 10 punten  | 8 punten | 7 punten          | 6 punten    |
| ----------------------- | ---------- | -------- | ----------------- | ----------- |
| - Ierland - Kroatië     | - Litouwen |          |                   | - Nederland |
| 5 punten                | 4 punten   | 3 punten | 2 punten          | 1 punt      |
| - Bosnië en Herzegovina |            |          | - België - Spanje | - Frankrijk |

### Punten gegeven door Slovenië

#### Finale
Punten gegeven in de finale:
| 12 punten | Kroatië               |
| 10 punten | Bosnië en Herzegovina |
| 8 punten  | Estland               |
| 7 punten  | Zweden                |
| 6 punten  | Duitsland             |
| 5 punten  | Denemarken            |
| 4 punten  | Oostenrijk            |
| 3 punten  | Nederland             |
| 2 punten  | Verenigd Koninkrijk   |
| 1 punt    | Israël                |